# Dallara F192
BMS Dallara F192 — болид Формулы-1 команды Scuderia Italia, спроектированный под руководством Джанпаоло Даллары и построенный компанией Dallara для участия в чемпионате 1992 года.

## История

Пьерлуиджи Мартини за рулём BMS Dallara F192 Ferrari

На Сезон 1992 команда возлагала большие надежды, так как ей удалось заполучить контракт на поставку одного из лучших двигателей в чемпионате - Ferrari, правда не нового, а прошлогоднего. Новое шасси с индексом F192, представляло собой доработанное прошлогоднее Dallara F191, переделанное под этот двигатель. Юрки Ярвилехто продлил свой контракт с командой на сезон 1992, место же второго пилота занял экс-пилот Minardi Пьерлуиджи Мартини.
Однако, недостаток времени на тесты сказался на результатах команды. Лишь дважды, в Испании и Сан-Марино, Мартини удалось финишировать шестым. Эти два очка принесли команде десятое, предпоследнее место в Кубке конструкторов, опередив лишь Minardi. Лехто не набрал за сезон ни одного очка, лучшим его результатом стало 7-е место на Гран-при Бельгии. Мартини был классифицирован 16-м, Лехто - 21-м. В конце сезона, из-за неудовлетворительных результатов компания Dallara решила покинуть Формулу 1 и команде пришлось искать нового конструктора для своих шасси.

## Результаты выступлений в гонках
| Год  | Команда             | Двигатель                 | Шины | Пилоты    | 1    | 2    | 3    | 4    | 5   | 6    | 7   | 8   | 9   | 10  | 11   | 12   | 13  | 14   | 15  | 16   | Место | Очки |
| ---- | ------------------- | ------------------------- | ---- | --------- | ---- | ---- | ---- | ---- | --- | ---- | --- | --- | --- | --- | ---- | ---- | --- | ---- | --- | ---- | ----- | ---- |
| 1992 | Scuderia Italia SpA | Ferrari Tipo 037 3,5, V12 | G    |           | ЮАР  | МЕК  | БРА  | ИСП  | САН | МОН  | КАН | ФРА | ВЕЛ | ГЕР | ВЕН  | БЕЛ  | ИТА | ПОР  | ЯПО | АВС  | 10    | 2    |
| 1992 | Scuderia Italia SpA | Ferrari Tipo 037 3,5, V12 | G    | Ярвилехто | Сход | 8    | 8    | Сход | 11  | 9    | 9   | 9   | 13  | 10  | НКВ  | 7    | 11  | Сход | 9   | Сход | 10    | 2    |
| 1992 | Scuderia Italia SpA | Ferrari Tipo 037 3,5, V12 | G    | Мартини   | Сход | Сход | Сход | 6    | 6   | Сход | 8   | 10  | 15  | 11  | Сход | Сход | 8   | Сход | 10  | Сход | 10    | 2    |

| Легенда к таблице |                                                                    |
| --- | ------------------------------------------------------------------ |
| В таблице перечислены результаты всех Гран-при Формулы-1, в которых использовался автомобиль. Строками таблицы являются сезоны, столбцами — этапы чемпионата мира. В каждой клетке указаны сокращённое название этапа и результат, дополнительно обозначенный цветом. Расшифровка обозначений и цветов представлена в нижеследующей таблице. |                                                                    |
| \| Пример \| Описание \| \| ------------ \| ------------------------------------------------------------------ \| \| 1 \| Победитель \| \| 2 \| Второе место \| \| 3 \| Третье место \| \| 5 \| Финишировал, заработав очки \| \| Сход \| Не финишировал, но при этом заработал очки \| \| 12 \| Финишировал, не получив очков \| \| НКЛ \| Финишировал, но не попал в финальную классификацию \| \| 15 \| Участвовал вне зачёта, либо по отдельной классификации \| \| 18 \| Не финишировал, но попал в финальную классификацию \| \| Сход \| Не финишировал \| \| НКВ \| Не прошёл квалификацию \| \| НПКВ \| Не прошёл предквалификацию \| \| ДСК \| Дисквалифицирован \| \| ИСК \| Исключён из протокола соревнований \| \| ТТ \| Заявлен для участия только в тренировках \| \| НС \| Участвовал в квалификации, но не стартовал в гонке \| \| Т \| Травмирован или болен \| \| ОТК \| Отказ от участия \| \| НТР \| Прибыл на соревнования, но на трассу не выезжал \| \| НПР \| Был заявлен в числе участников, но не прибыл к началу соревнований \| \| О \| Соревнования отменены \| \| \| Не участвовал \| \| Поул-позиция \| \| \| Быстрый круг \| \| |                                                                    |
| Пример | Описание                                                           |
| 1 | Победитель                                                         |
| 2 | Второе место                                                       |
| 3 | Третье место                                                       |
| 5 | Финишировал, заработав очки                                        |
| Сход | Не финишировал, но при этом заработал очки                         |
| 12 | Финишировал, не получив очков                                      |
| НКЛ | Финишировал, но не попал в финальную классификацию                 |
| 15 | Участвовал вне зачёта, либо по отдельной классификации             |
| 18 | Не финишировал, но попал в финальную классификацию                 |
| Сход | Не финишировал                                                     |
| НКВ | Не прошёл квалификацию                                             |
| НПКВ | Не прошёл предквалификацию                                         |
| ДСК | Дисквалифицирован                                                  |
| ИСК | Исключён из протокола соревнований                                 |
| ТТ | Заявлен для участия только в тренировках                           |
| НС | Участвовал в квалификации, но не стартовал в гонке                 |
| Т | Травмирован или болен                                              |
| ОТК | Отказ от участия                                                   |
| НТР | Прибыл на соревнования, но на трассу не выезжал                    |
| НПР | Был заявлен в числе участников, но не прибыл к началу соревнований |
| О | Соревнования отменены                                              |
| | Не участвовал                                                      |
| Поул-позиция |                                                                    |
| Быстрый круг |                                                                    |